# Hans Andersen (pilota)
Hans Nørgaard Andersen (Odense, 3 novembre 1980) è un pilota motociclistico danese di speedway.

## Carriera
Nonostante venne escluso dal circuito di Speedway Grand Prix nel 2006, sostituì Tony Rickardsson, riuscendo a vincere due Grand Prix e arrivando sesto nella classifica finale. Andersen fu anche il terzo pilota a vincere un GP nel ruolo di wild card.
Nel 2007 divenne Campione Nazionale Danese per la prima volta. Nel 2008, a metà stagione, Andersen lasciò i Peterborough Panthers, dopo che si diffuse la notizia secondo la quale il club inglese era in debito con il pilota di diversi stipendi, per un ammontare di migliaia di sterline. Dopo poco tempo, Andersen firmò con i Coventry Bees e fece squadra con Chris Harris per vincere l'Elite League Pairs Championship. Nel 2009, gareggiò con i Poole Pirates e nel 2010 si unì ai Belle Vue Aces. Tornò con i Peterborough Panthers verso la fine della stagione del 2010, per sostituire Nicki Pedersen. Andersen porto Swindon Robins alla vittoria durante l’Elite League nel 2012. Il 28 gennaio 2013, poté di nuovo gareggiare con i Wiltshire, dopo aver combattuto per tutto l’inverno con il club Peterborough.
Nel 2016, firmò un contratto con i Poole Pirates e di nuovo nel 2017. Nel 2018 gareggiava con i Leicester Lions prima di tornare con i Petereborough Panthers nel 2019.

## Risultati Speedway Grand Prix
| Anno | Posizione | Punti | Miglior posizionamento | Appunti                                                                                       |
| ---- | --------- | ----- | ---------------------- | --------------------------------------------------------------------------------------------- |
| 2002 | 40°       | 1     | 23°                    | 1 corsa solo come wild card.                                                                  |
| 2003 | 17°       | 41    | 8° (due volte)         |                                                                                               |
| 2004 | 9°        | 80    | Vincitore              | Ha vinto il GP di Scandinavia.                                                                |
| 2005 | 12°       | 64    | 4 °                    |                                                                                               |
| 2006 | 6°        | 101   | Vincitore (due volte)  | Vinto come wild card, poi sostituì il pilota ritirato, vincendo un ulteriore round.           |
| 2007 | 5°        | 107   | Secondo                |                                                                                               |
| 2008 | 5°        | 140   | Vincitore              | Vinto in Italia, secondo al GP di Repubblica Ceca, Scandinavia e Germania. Terzo in Slovenia. |